# Ґутово (Бродницький повіт)
Ґутово (пол. Gutowo, нім. Guttendorf) — село в Польщі, у гміні Бартничка Бродницького повіту Куявсько-Поморського воєводства.
Населення — 330 осіб (2011).
У 1975-1998 роках село належало до Торунського воєводства.

## Демографія
Демографічна структура станом на 31 березня 2011 року:
|          | Загалом | Допрацездатний вік | Працездатний вік | Постпрацездатний вік |
| -------- | ------- | ------------------ | ---------------- | -------------------- |
| Чоловіки | 164     | 49                 | 99               | 16                   |
| Жінки    | 166     | 49                 | 90               | 27                   |
| Разом    | 330     | 98                 | 189              | 43                   |